# Elleanthus graminifolius
Elleanthus graminifolius är en orkidéart som först beskrevs av João Barbosa Rodrigues, och fick sitt nu gällande namn av Bernt Løjtnant. Elleanthus graminifolius ingår i släktet Elleanthus och familjen orkidéer. Inga underarter finns listade i Catalogue of Life.